# 工芸学部
工芸学部（こうげいがくぶ）とは工芸に関する学問を教育研究する大学の学部の名称。
2006年、国内で唯一の存在であった京都工芸繊維大学工芸学部は繊維学部と統合されて工芸科学部に改組された。
2012年４月に開学した京都美術工芸大学によって工芸学部が作られ、日本で唯一工芸学部を持つ大学となる。